# Hermerik
Hermerik ili Hermerih (? - 441.) je bio kralj Sveva, poznat kao osnivač svevskog kraljevstva na sjeverozapadu Pirinejskog poluotoka. O njemu, kao i narodu koji je vodio, postoje prilično oskudni i nepouzdani izvori, s izuzetkom njegovog suvremenika Hidacija. Većina se slaže da je bio i do kraja života ostao poganin, kao i da je zajedno s Vandalima i Alanima sudjelovao 406. u znamenitom prelasku Rajne koji je označio kolaps rimskog Limesa i početak raspada Zapadnog Carstva. Hermerik se zajedno sa svojim narodom kretao na jug, prešao Pirineje i osnovao svoju državu na području tadašnje rimske provincije Galecije. Ne postoje nikakvi jasni dokazi da je Hermerik ikada formalno prihvatio status federata, odnosno zapadnorimske careve kao svoje sizerene. U svakom slučaju, oni, s obzirom na zabačenost i relativnu nevažnost područja pod svevskom kontrolom, na Sveve nisu obraćali veliku pozornost, i Hermerik je daleko više problema imao s drugim germanskim narodima i državama na području Hispanije, odnosno s lokalnim hispanorimskim stanovništvom. Godine 438. je abdicirao i prepustio prijestolje svome sinu Rechili. Umro je 441. a njegova se kraljevska dinastija održala do 560.